# Cor de nuit
Le cor de nuit est un jeu d'orgue, à bouche, de la famille des jeux de fond. Les appellations varient et il est possible de trouver Nachthorn en allemand ou Pastorita en italien.

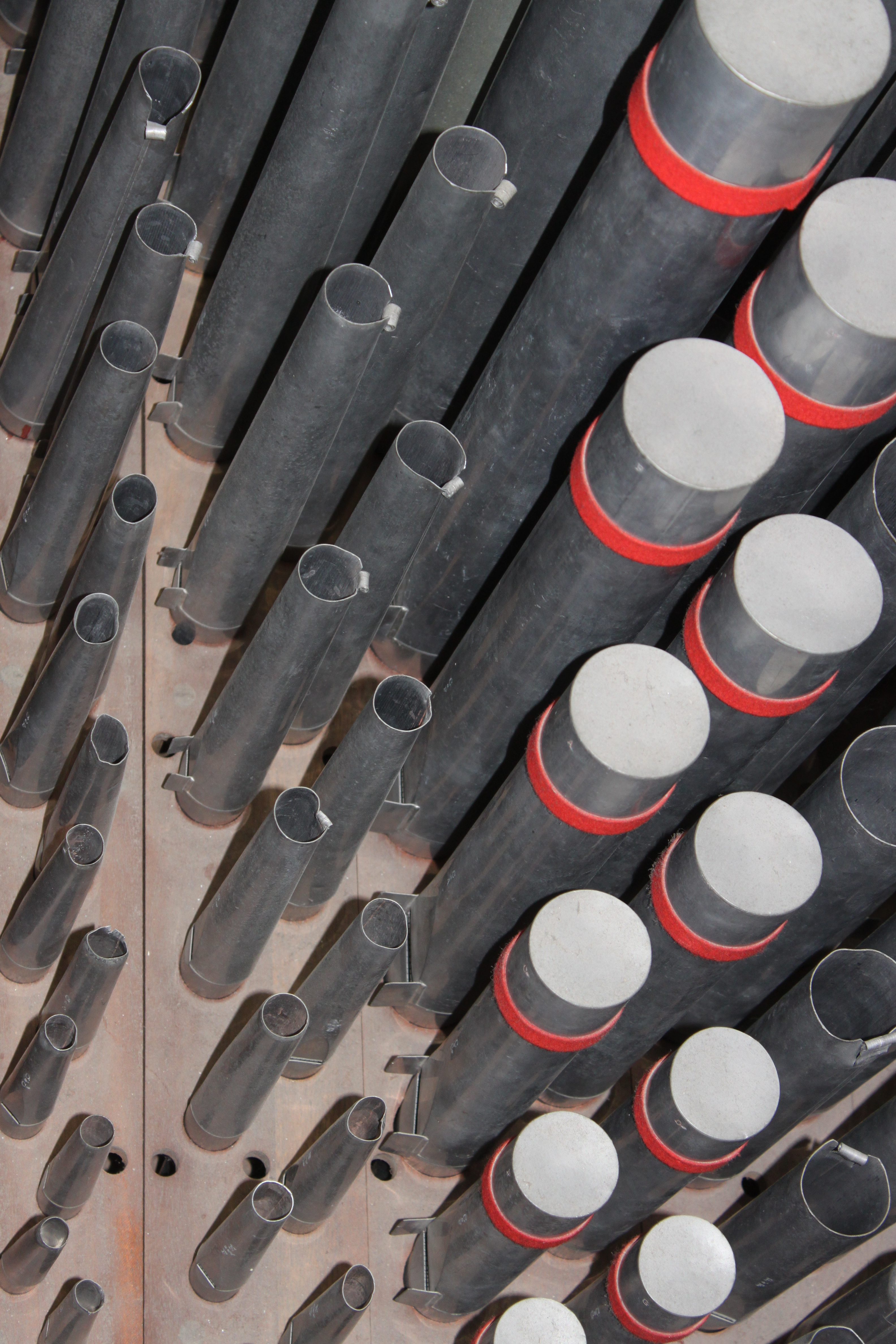

## Description
Le cor de nuit est un bourdon 8 bouché sans cheminée, avec une sonorité atténuée.

## Définition
La définition de ce jeu d'orgue varie selon les sources : pour certaines, le nom de ce jeu nous vient de l’Allemand Nachthorn, appellation aussi régulièrement utilisée en France sur certains registres ; pour d'autres, les deux jeux ne devraient pas être confondus,.
Le jeu désigné par le terme de Nachthorn est un bourdon 8 pieds, d’assez grosse taille, d’une sonorité agréable, fondue et flûtée. On le trouve dans nos orgues au positif et au récit. En Allemagne, il est indifféremment bouché ou ouvert, et, dans ce cas, justifie assez mal le cachet mystérieux que doit avoir un cor de nuit ; d’autant qu’en Allemagne le Nachthorn se trouve aussi bien aux manuels qu’à la pédale, avec des tonalités de 8, 4 et même 2 pieds.
C’est un jeu de flûte bouché, quelquefois aussi ouvert, qui se trouve au clavier à main et à la pédale. Son intonation est agréable et a quelque rapport au son du cor. On lui donne un diapason plus large que celui du quintaton. Le jeu ouvert de ce nom ressemble à la flûte creuse (Hohlflöte) ; mais il existe des bouches plus basses et un diapason plus étroit. Dans la pédale ce jeu prend, en allemand, le nom de Nachthornbass, et lorsqu’il n’a que deux pieds, il est possible de le rencontrer quelquefois sous le nom de Nachthornch (petit cor de nuit).
Dans la plupart des orgues symphoniques et néoclassiques 1870-1950 au Récit expressif. Les Cors de Nuit sont à calottes mobiles sans cheminées mais les tailles de diapason sont très diverses.
Lorsqu’il y a un cor de nuit au récit, le plus souvent, le bourdon 8 du G.O. est à cheminée.